# Roman Svitjkar
Roman Julijovytj Svitjkar (ukrainska: Роман Юрійович Свічкар), född 23 juni 1993, är en ukrainsk fäktare som tävlar i värja.

## Karriär
Vid VM 2018 i Wuxi tog Svitjkar brons i värja efter att ha förlorat mot franske Yannick Borel i semifinalen. Vid VM 2019 i Budapest tog han silver tillsammans med Anatolij Herej, Bohdan Nikisjyn och Ihor Rejzlin i lagtävlingen i värja efter en finalförlust mot Frankrike. Vid militära världsspelen 2019 i Wuhan tog Svitjkar brons tillsammans med Oleksij Statsenko, Jurij Tsap och Andrij Jahodka i lagtävlingen i sabel efter att ha besegrat Tyskland i bronsmatchen. Vid olympiska sommarspelen 2020 i Tokyo, som arrangerades 2021, blev han utslagen i sextondelsfinalen i värja av schweiziske Max Heinzer. Svitjkar var även en del av Ukrainas lag tillsammans med Ihor Rejzlin, Bohdan Nikisjyn och Anatolij Herej som slutade på sjätte plats i lagtävlingen i värja.
Vid EM 2025 i Genua tog Svitjkar guld i värja efter att ha besegrat italienske Matteo Galassi i finalen.